# Detvianska Huta
Detvianska Huta é um município da Eslováquia, situado no distrito de Detva, na região de Banská Bystrica. Tem 14,31 km² de área e sua população em 2018 foi estimada em 687 habitantes.

## Demografia
| Ano:        | 1994 | 2004   | 2014   | 2024   |
| ----------- | ---- | ------ | ------ | ------ |
| Broj ljudi: | 820  | 756    | 704    | 689    |
| Razlika:    |      | -7,80% | -6,87% | -2,13% |

| Ano:               | 2023 | 2024   |
| ------------------ | ---- | ------ |
| Número de pessoas: | 685  | 689    |
| Diferença:         |      | +0,58% |